# Партия истинных вигов
Партия истинных вигов — старейшая политическая партия в Либерии, основанная в 1869 году. 76 лет (с 1899, когда была распущена Республиканская партия по 1975, когда был создан Прогрессивный альянс Либерии) эта партия имела монополию на власть. Изначально её идеология была перенята с американской партии вигов, затем она провозглашала таковой «гуманный капитализм».
Партия истинных вигов председательствовала в обществе, где право голоса имели только поселенцы и их потомки. Партия поддерживала систему подневольного труда. К оппозиции применялись репрессии.
Наиболее долгим председателем Партии истинных вигов был Уильям Табмен (1944—1971 гг.). Партия лишилась власти после убийства его преемника Уильяма Толберта 12 апреля 1980 года во время военного переворота.